# Gábor Csupó
Gábor Csupó (Budapest, 29 de septiembre de 1952) es un animador húngaro y cofundador del estudio de animación Klasky-Csupo que ha producido dibujos animados como Rugrats, Rocket Power, Duckman, y Aaahh Monstruos de Verdad!. 

## Biografía
Nació en Budapest y después de cuatro años en los estudios de animación Pannónia, huyó de Hungría en 1975. Mientras se encontraba trabajando en Suecia, se encontró con Arlene Klasky, una animadora estadounidense. Los dos empezaron su propia compañía Klasky Csupo, que produjo muchos programas animados de televisión. Él se acreditó como productor ejecutivo de animación y director de animación, dirigiendo varios episodios de Los Simpson. Dirigió una película de acción, Bridge to Terabithia y trabajó en el filme El secreto de Moonacre.

## Vida personal
Tiene cuatro hijos (dos con su compañera comercial y exesposa, Arlene Klasky) y una hija. Su hijo más pequeño nació el 4 de julio de 2006. 
Csupó es un gran entusiasta de Frank Zappa y le ayudó a aprender el idioma inglés. Su colección de álbumes de Zappa son los únicos artículos que él tomó con cuando huyó de Hungría a los Estados Unidos a finales de la década de 1970. 
Se considera que el personaje de Los Simpson, el Dr. Nick Riviera está basado en Gábor Csupó. Los animadores creyeron equivocadamente que Hank Azaria estaba personificando a Gábor, cuando de hecho la voz realmente era una imitación mala de Ricky Ricardo de Yo amo a Lucy.[cita requerida]
- Datos: Q874828